# Basedowstraße 12 (Magdeburg)

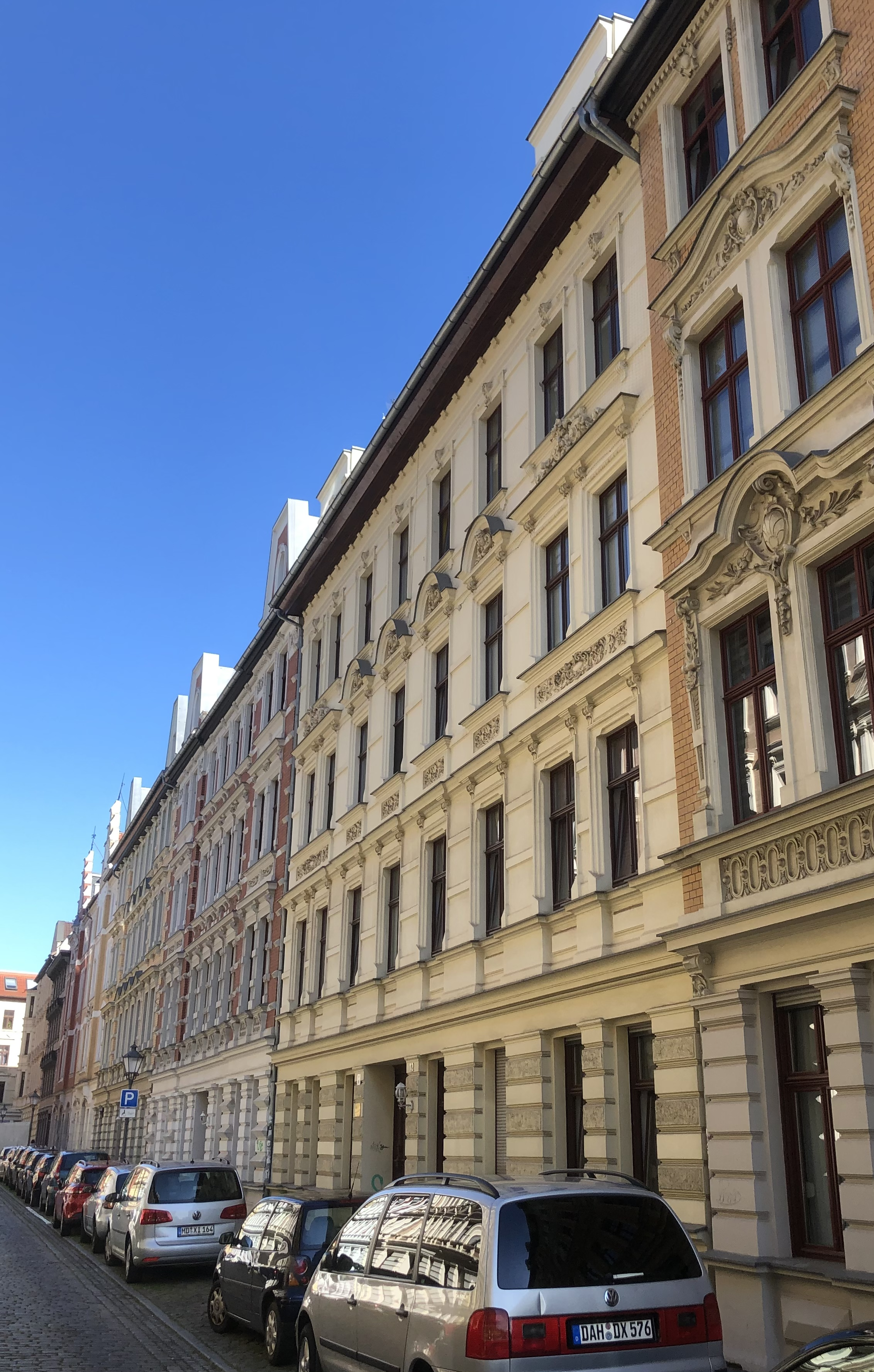
Basedowstraße 12 im Jahr 2021

Das Gebäude Basedowstraße 12 ist ein denkmalgeschütztes Wohnhaus in Magdeburg in Sachsen-Anhalt.

## Lage
Es befindet sich auf der Südseite der Basedowstraße im Magdeburger Stadtteil Buckau. Unmittelbar westlich grenzt das gleichfalls denkmalgeschützte Haus Basedowstraße 10, östlich die Basedowstraße 14 an. Zugleich gehört es zum Denkmalbereich Basedowstraße.

## Architektur und Geschichte
Das viergeschossige Wohnhaus entstand im Jahr 1891 nach einem Entwurf von Schoof. Die verputzte achtachsige repräsentative Fassade weist am Erdgeschoss eine Rustizierung auf. Insbesondere am zweiten Obergeschoss findet sich als Verzierung üppiger Stuck. Die mittleren vier Fenster dieses Geschosses sind mit Fensterverdachungen in Form von Segmentbögen überspannt.
Im örtlichen Denkmalverzeichnis ist das Wohnhaus unter der Erfassungsnummer 094 17771 als Baudenkmal verzeichnet.
Das Haus gilt als Teil des gründerzeitlichen Straßenzugs als städtebaulich bedeutsam.